# Luciana Arrighi
Luciana Arrighi AM (Rio de Janeiro, 1940) é um decoradora de arte australiana e italiana. Venceu o Oscar de melhor direção de arte na edição de 1994 por Howards End, ao lado de Ian Whittaker.